# 위그너-에카르트 정리
양자역학에서 위그너-에카르트 정리(Wigner–Eckart theorem)는 텐서 연산자의 행렬 원소에 대한 정리다. 구면 텐서 연산자의 각운동량 고유상태에 대한 기댓값은 각운동량의 전체 크기에만 의존하고, 특정 방향에 의존하지 않는다는 것이다.
유진 위그너와 칼 에카트(영어: Carl Eckart)가 증명하였다. 

## 전개
3차원 회전군 SO(3)는 (국소적으로) 특수 유니터리 군 SU(2)와 같다. SU(2)의 기약 표현(irreducible representation)은 0, {\displaystyle \textstyle \mathbf {\frac {1}{2}} }, 1, {\displaystyle \textstyle \mathbf {\frac {3}{2}} },등이 있다. (전체 각운동량을 굵은 글씨로 나타낸다.)
기약 표현 {\displaystyle \mathbf {k} }는 {\displaystyle 2k+1}개의 성분을 가진다. 임의의 텐서 표현 {\displaystyle \mathbf {1} \otimes \dotsb \otimes \mathbf {1} }은 이런 기약 표현의 합으로 나타낼 수 있다. 이 때, 텐서 표현의 기약 분해는 오직 {\displaystyle k}가 정수인 표현 {\displaystyle \mathbf {k} }만을 포함하고, {\displaystyle k}가 반정수인 스피너 표현 ({\displaystyle \textstyle \mathbf {\frac {1}{2}} }, {\displaystyle \textstyle \mathbf {\frac {3}{2}} } 등)을 포함하지 않는다.
SU(2) 표현 {\displaystyle \mathbf {j} }를 따라 변환하는 값을 {\displaystyle j}차 구면 텐서(spherical tensor)라고 하고, 이러한 표현을 따라 변환하는 연산자를 {\displaystyle j}차 구면 텐서 연산자(spherical tensor operator)라고 한다.
{\displaystyle k}차 구면 연산자 {\displaystyle T_{q}^{(k)}} ({\displaystyle q=-k,-k+1,\dotsc ,k})를 생각하자. 이 구면 연산자의 행렬 성분을, 각운동량 고유 기저 {\displaystyle |j,m\rangle } (즉, {\displaystyle \mathbf {L} ^{2}|j,m\rangle =j(j+1)|j,m\rangle }, {\displaystyle L_{3}|j,m\rangle =m|j,m\rangle }을 만족하는 기저)에서 계산하자. 그렇다면 행렬 성분들은 다음과 같은 꼴을 취한다.
{\displaystyle \langle j,m|T_{q}^{(k)}|j',m'\rangle =T(k,j,j')(\langle j',m'|\otimes \langle k,q|)|j,m\rangle }.
여기서 {\displaystyle T(k,j,j')}는 {\displaystyle k}와 {\displaystyle j}, {\displaystyle j'}에만 의존하는 값이고, {\displaystyle (\langle j',m'|\otimes \langle k,q|)|j,m\rangle }은 클렙슈-고르단 계수다. 이 식을 위그너-에카르트 정리라고 한다.

## 낮은 차수에서의 위그너-에카르트 정리
흔히 다루는 텐서 연산자는 {\displaystyle k=0}인 스칼라 연산자나 {\displaystyle k=1}인 벡터 연산자다. 스칼라 연산자의 경우에는 위그너-에카르트 정리는 단순히
{\displaystyle \langle j,m|T|j',m'\rangle =T(j,j')\delta _{jj'}\delta _{mm'}}
이다. (여기서 {\displaystyle \delta }는 물론 크로네커 델타다.) 벡터 연산자의 경우에는 위그너-에카르트 정리는 다음과 같다.
{\displaystyle \langle j,m|T_{q}|j',m'\rangle =T(j,j')(\langle j',m'\otimes \langle 1,q|)|j,m\rangle }
이다. 이 클렙슈-고르단 계수는 다음과 같다.
{\displaystyle {\begin{aligned}\langle j_{1},m;1,0|j_{1}+1,m\rangle &={\sqrt {\frac {(j_{1}-m+1)(j_{1}+m+1)}{(2j_{1}+1)(j_{1}+1)}}},\\\langle j_{1},m;1,0|j_{1},m\rangle &={\frac {m}{\sqrt {j_{1}(j_{1}+1)}}},\\\langle j_{1},m;1,0|j_{1}-1,m\rangle &=-{\sqrt {\frac {(j_{1}-m)(j_{1}+m)}{j_{1}(2j_{1}+1)}}}.\end{aligned}}}
(나머지 계수는 모두 0이다.)
구면 1-텐서로서의 성분 {\displaystyle T_{q}}는 벡터로서의 성분 {\displaystyle T_{i}} ({\displaystyle i=x,y,z})으로부터 다음과 같이 얻을 수 있다.
{\displaystyle T_{\pm }={\frac {1}{\sqrt {2}}}(\mp T_{x}+iT_{y})}
{\displaystyle T_{0}=T_{z}}.

## 같이 보기
- 랑데 지 인자